# Жуличі
Жу́личі — село в Україні, у Золочівській міській громаді Золочівського району Львівської області. Населення становить 554 особи. Орган місцевого самоврядування — Почапівська сільська рада.

## Перші писемні згадки
Найдавніша згадка про село датується 1432 роком у зв'язку з боротьбою населення Олеської землі проти приєднання надбужанського краю до Польського королівства. Серед місцевих шляхтичів («землян»), які підтримали антипольський виступ олеського старости і воєводи Івашка Преслужича Рогатинського (Богдана Рогатинського), згадується Ходько Жулицький. Про це йдеться у грамоті польського короля Владислава ІІ Ягайла від 18 жовтня 1432 року, який обіцяв прощення олеським землянам і повернення їм конфіскованих раніше володінь, у тому числі Ходькові Жулицькому.

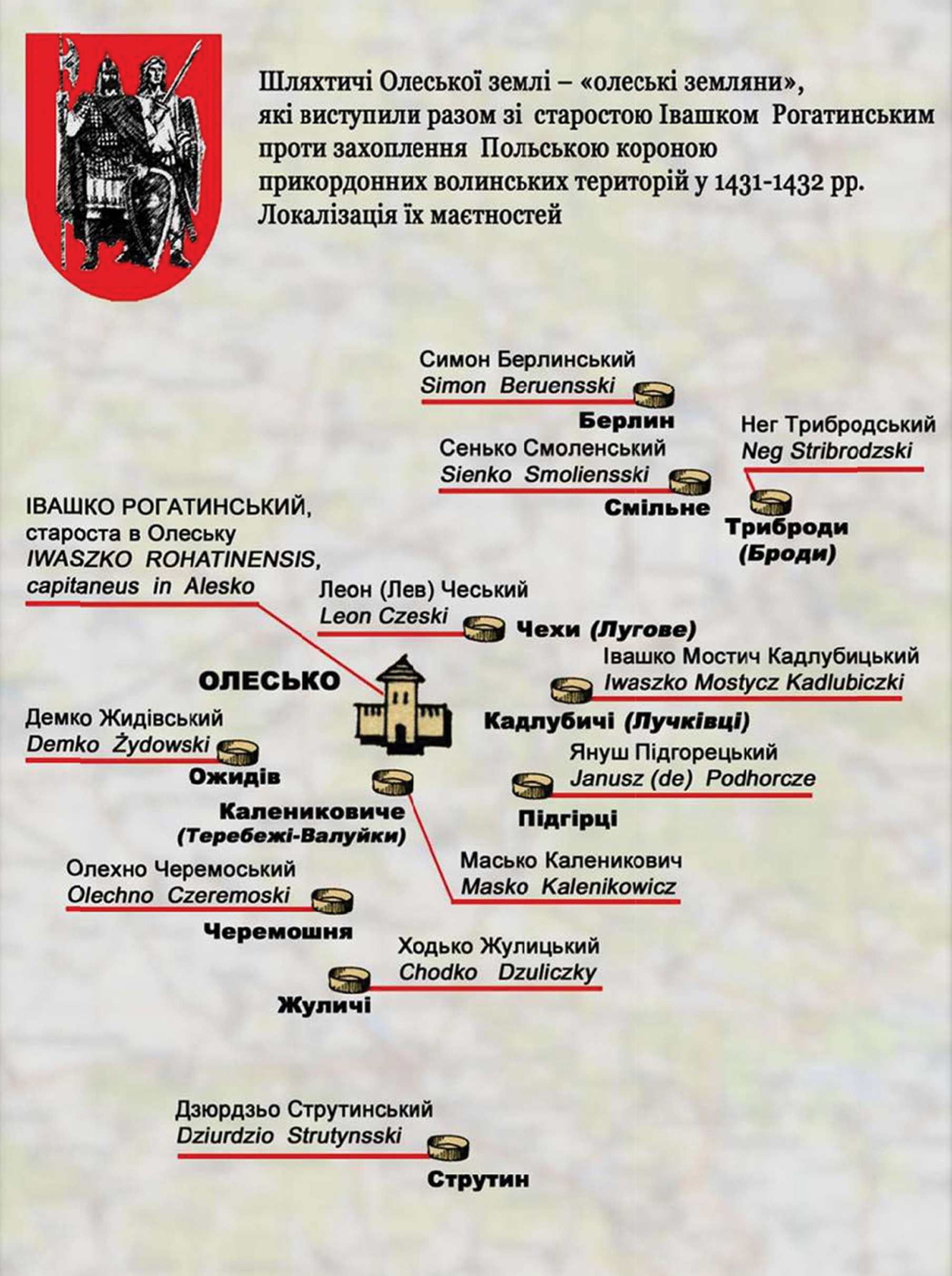
Шляхтичі Олеської землі і локалізація їхніх маєтностей у 1432 році

Всі прізвища згаданих у королівській грамоті олеських землян походили від назв навколишніх службових сіл-маєтків Олеського замку, якими вони володіли на правах вислуги, тобто винагороди за військову службу. Зокрема, Демко Жидовський — Ожидовим, Олехно Черемоський — Черемошнею, Дзюрдзьо Струтинський — Струтином, Ходько Жулицький — Жуличами тощо.
Писемні згадки від 1451, 1465, 1467, 1476 і 1488 років фіксують назву села як Жуличе, інколи Жуліче, а в середині XVII століття, під впливом польського називництва, починає вживатися Жуліце.

## Походження назви
В основі назви Жуличі лежить скорочене особове ім'я Жул (Жуль). Воно утворилося шляхом усічення слов'янського імені Жулеслав, яке письмово засвідчене у XIV столітті. Первісне значення назви Жуличи (>ичі) — рід (або піддані) Жула (Жуля)'. Семантичним способом цей патронім перейшов у назву поселення з первісним значенням «населений пункт, який заселяють жуличи(-і)».
Ойконіми, що формувалися з компонентів складних слов'янських імен і з допомогою суфіксів на -ичі (-ече), на території України письмово засвідчені з XII століття, однак їхній зв'язок з родовим устроєм служить науковцям підставою для висновку, що вони активно почали розвиватися у період I — IV століття нової ери. Очевидно, саме цього періоду сягає також праісторія Жулич.

## Археологічні пам'ятки
Археологічні дослідження на території Жулич у різні роки XX століття проводили Тадеуш Сулімірський, В. Канівець, Лариса Крушельницька та інші. Ними виявлені археологічні пам'ятники трьох культур, а саме: культури шнурової кераміки, поморсько-кльошової культури і висоцької культури, що свідчить про постійний інтерес давніх людей до місцевості на лівому березі Західного Бугу.

## Жуличі у XV—XIX століттях
Грамота польського короля Владислава II Ягайла від 18 жовтня 1432 року свідчить, що Жуличі на той час були службовим маєтком Олеського замку і належали військовому шляхтичу («землянину») Ходькові Жулицькому. Більшість олеських землян на чолі з Олеським старостою і воєводою Олеського замку Івашком Рогатинським відмовилися скласти зброю і присягнути на вірність польській короні, то вони або загинули, або ж, якщо вижили, то знову ж здебільшого були позбавлені своєї власності. У будь-якому випадку Ходько Жулицький чи його спадкоємці в давніх актах більше не згадуються.
Натомість виступає Отта Жулицький, або Отта з Жулич' — прокуратор (управляючий) жулицького маєтку, що належав до Олеського маєткового «ключа» Яна Сененського. Це свідчить, що Жуличі належали до складу тих поселень, які після приєднання Олеської землі до Польської корони були передані Янові Сененському спочатку у користування, а 1440 року — у вічне володіння.
Після смерті Яна Сененського Жуличі переходять у власність його синові Павлові Сененському з Олеська. 17 квітня 1488 року львівський підкоморій Павло з Олеська провів розмежування свого села Жуличі (Жуличе) від села Лагодичі (Лагодиче), що належало Яну Белзецькому. Того ж 1488 року «Павло з Олеська, дідич Золочева» провів розмежування між, з однієї сторони, Лагодичами і Почапами, а з другої сторони — Хильчичами (Хильчицями).
1532 року — власник Станіслав Сененський продає Жуличі разом з іншими селами Золочівського ключа яворівському старості Анджею Гурці.
1617—1619 — розмежування маєтку Городилів Золочівського ключа Якуба і Яна Собеських з маєтком Жуличі Яна та Ядвіги, уродженки Язловецької, Белжецьких.
1649 року — присяжний (помічник сільського старости) з Жулич Яцько Бобичів разом з представниками сіл Белжець (Гончарівка) і Буг (Бужок) (усі належали шляхтичам Белжецьким), заявляють у львівському суді, що внаслідок спустошення сіл і церков, вимирання людей і забрання в неволю не змогли зібрати встановлених поборів (податків) у повному обсязі, а лише 13 злотих з Белжця (Гончарівки), 16 злотих з Буга (Бужка) і 3 злотих з Жулич.
Від Белжецьких Жуличі перейшли до Білокамінського ключа родини Вишневецьких, з якими Белжецьких пов'язували родинні зв'язки. Після смерті останнього з роду Вишневецьких Михайла Сервація Білокамінський ключ успадкували Радзивілли. Спочатку власником був Кароль Станіслав Радзивілл, а згодом його племінник Домінік Радзивілл, який був поранений під час відомої в історії Битви під Лейпцигом 1813 року і незабаром помер. За часів господарювання його вдови Теофілії Білокамінський ключ почав занепадати і потрапив до списку державних божників. Було виставлено на аукціон право на трирічну оренду маєтків. У судових документах виділявся значний економічний потенціал Жулицького маєтку. Відзначалося, що Білий Камінь разом з присілком Вендичівка, селами Бужок і Черемошня, а також частиною села Ушня приносять щорічний дохід у розмірі 2887 флоринів, а самі Жуличі — 1853 флорини. Тому, як можливий варіант, пропонувалася самостійна оренда фільварку у Жуличах.

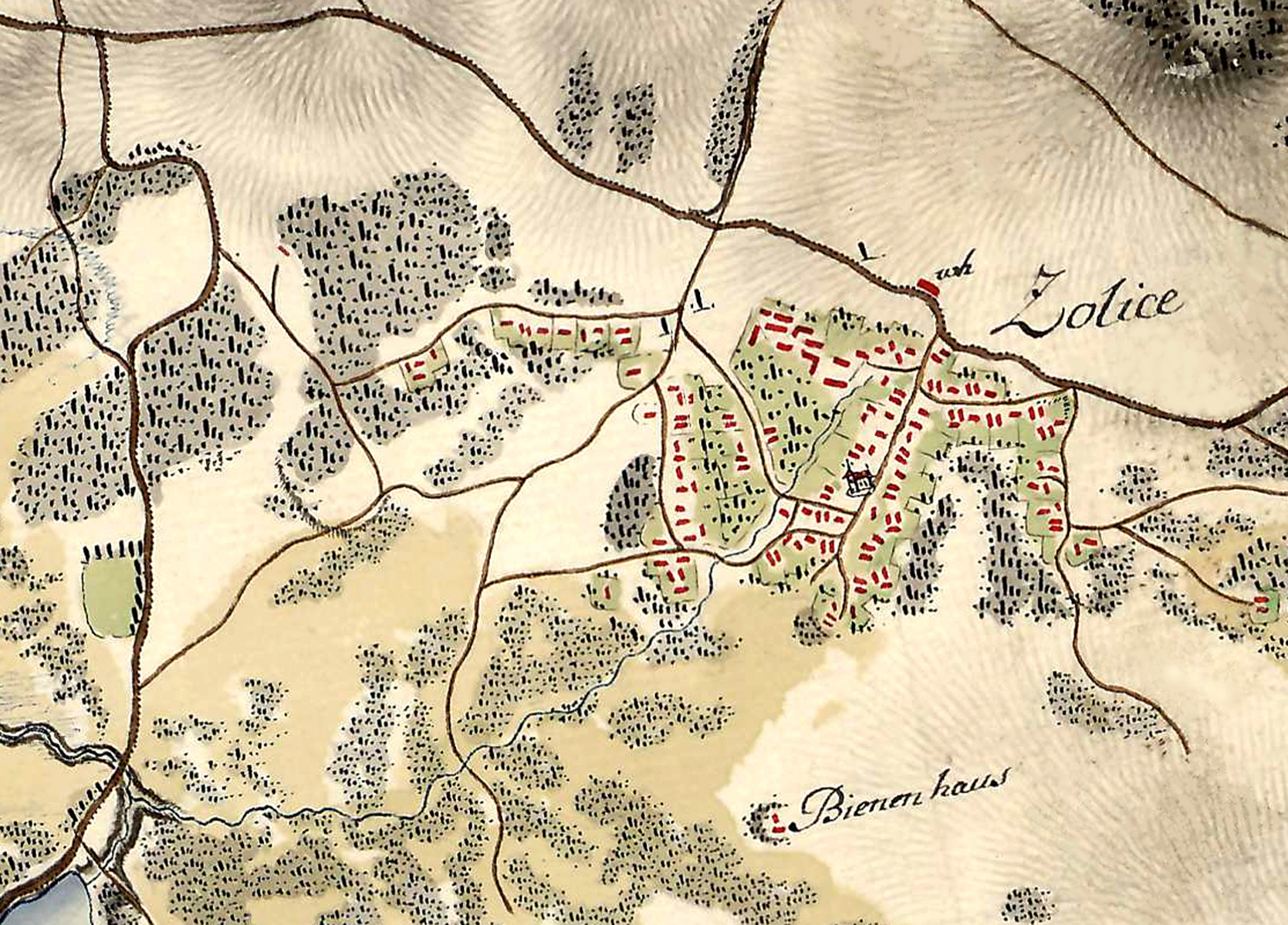
Жуличі на мапі Фрідріха фон Mіґa кінця XVIII століття

Наступними власниками Жулич були львівський адвокат Юзеф Малиш, землевласники Фелікс Богуш і Йозеф Шнайдер, а з 1893 року — латинське чернече згромадження «Сестер милосердя».
У «Словнику географічному Королівства польського та інших слов'янських теренів», зазначається, що наприкінці XIX століття власникам маєтку належало: ріллі — 256 га, луків і городів 28 га, пасовищ — 185 га, лісу — 74 га; мешканцям села належало: ріллі — 582 га, лук і городів — 212 га, пасовищ 120 га. У 1890 році було 163 хати, 1103 мешканці гміни (громади), 4 хати, 9 мешканців на двірському обшарі (994 греко-католики, 76 римо-католиків, 42 юдеї; 834 русини, 238 поляків). Римо-католицька парафія — у Білім Каменю, греко-католицька — на місці (в Жуличах), деканат Золочівський. До парафії належали Городилів і Єлиховичі.

## Товариство «Просвіта»

### Умови заснування
Читальня товариства «Просвіта», заснована в Жуличах 21 листопада 1903 року на церковне свято святого Михаїла. Першим головою був обраний жулицький парох отець Юстин Гаврисевич, заступником — Антін Лущак, секретарем — Яків Гураль, касиром — Йосиф Підлиський, бібліотекарем — Михайло Квасниця. Членами записалися 63 мешканці села. Серед засновників товариства були жуличани не лише греко-католицького, але й римо-католицького віросповідань.
Автор хроніки про тридцятилітню діяльність Жулицької читальні товариства «Просвіта» отець Василь Кедринський записав свідчення від жуличанина Теодора Іватіва, що вперше товариство «Просвіта» було створене ще за отця Николая (Миколая) Пачовського, а саме 1888 року.
2 листопада 1890 року представницька делегація з Жулич брала участь в урочистих зборах з нагоди заснування і відкриття «Рускої народної читальні»  у містечку Сасів. Морально підтримали сусідів у їхньому важливому починанні отець Григорій Комарянський, який на той час заступав хворого пароха Жулич Миколая Пачовського, учитель жулицької школи Заруцький, а також кілька прихожан з Жулич —  вочевидь членів місцевої читальні.
Перша читальня в Жуличах проіснувала недовго. Очевидно, вона припинила свою діяльність у зв'язку зі смертю отця Миколи Пачовського, який відійшов у вічність в січні 1891 року.
Тривалий час новозаснована у 1903 році читальня товариства «Просвіта» містилася у приміщеннях, які за символічну працю надавали місцеві господарі, а саме Григорій Шеремета, Василь Питльований, Юлія Квас, Кость Мазурик, але вже 1910 року товариства «Просвіта» та «Спілкова торгівля» разом придбали в центрі села земельну ділянку і розпочали будівництво Народного дому, який впорядкували вже після закінчення Першої світової війни.

### Знакові події в житті Жулицької читальні товариства «Просвіта»
- 1904 року — засновано касу взаємодопомоги;
- 1910 — організовано товариство «Січ» (багаторічний отаман — Ілько Гураль) — одне з чотирьох на Золочівщині;
- 1911 — представницька участь жулицьких товариств у святкуванні 100-річчя від дня народження Маркіяна Шашкевича на Білій горі;
- 1913 — Шевченківське свято. Голова товариства о. Володимир Лешньовський виголосив промову «Життя і праця Тараса Шевченка». Вирішено засалити алею з дерев, як пам'ятник Кобзареві. Того ж року засновано товариство «Сільський господар»;
- 1919 (12 січня) — загальні збори товариства з нагоди постання Західно-Української Народної Республіки і запланованого об'єднання ЗУНР з УНР. Девіз зборів — «Нехай жиє народня Україна»;
- 1926 — засновано товариство «Луг»;
- 1928 — під час святкування 25-ліття жулицької організації товариства «Просвіта» було урочисто відкрито пам'ятник землякам, полеглим у лавах Українських Січових Стрільців і Української Галицької Армії. Засновано кооперативу «Сторожиха»;
- 1930 — засновано кружок товариства «Рідна школа»;
- 1933 — святкування 30-річного ювілею жулицької організації товариства «Просвіта»;
- 1934 — голова Читальні Ілярій Підлиський оштрафований на 25 злотих гривни за тризуб, який жандарми зняли зі стіни Народного дому;
- 1937 — львівська газета «Наш прапор» і американська газета «Свобода» повідомили, що «якась злочинна рука підклала вогонь під «Народний Дім» у Жуличах, що в ньому мали приміщення всі українські товариства. Згорів не лише дах дому, але і всі надбання товариств, цебто кооперативні товари, читальняна бібліотека, книги діловодства, театральні прилади…»;
- 1938 — польська влада зупинила відбудову Народного дому, хоча жулицькі земляки-емігранти зі США і Франції зібрали необхідні кошти.

Значну увагу товариство приділяло діяльності своєї бібліотеки і влаштуванню відчитів (рефератів), організації фестин і вечорниць з декламаціями та концертами, постановці вистав. У 1923—1931 роках аматорський кружок під керівництвом Климка Гнипа, Луця Радзіховського, Зенона Лешньовського здійснив постановку більше 20 п'єс, серед них — «Сватання на Гончарівці», «Наталка Полтавка», «Дай серцю волю — заведе в неволю», «Ой не ходи Грицю», «Жертва темноти», «Пан майстер Копитко», «Украдене щастя», «Невольник» та ін. Серед жулицьких самодіяльних артистів особливо виділялася професійною грою Євгенія Швець.

## Друга світова війна і національно-визвольна боротьба

### Червона армія
У 1940 році на службу до лав Червоної армії призвали Миколу Гавришківа, Михайла Гураля, Мирона Веселовича, Івана Петляра, Іллірія Гнипа, Стаха Самика, Мирона Булку. Потім всі вони потрапили на фронт.
З початком бойових дій у червні 1941 року до лав Червоної армії мобілізували М. Сагатого, Василя Чучмана, Павла Квасецького, Климентія Штурмака, Теодозія Киркала.
Чергова мобілізація до Червоної армії почалася наприкінці літа 1944 року. Змушені були йти на радянсько-німецький фронт із села Жуличі і Почапи Теофіль Майстришин, Володимир Шеремета, Максим Баран, Павло Британ, Василь Почапський, Володимир Баран, Григорій Лущак, Ярослав Петляр, Григорій Кожух, Йосиф Юрцан. Всі вони з війни не повернулися. Могили Павла Британа, Йосифа Юрцана, Григорія Лущака знаходяться в Польщі і Німеччині, їх відшукали у 1960-х роках. У грудні 1941 року у німецькому таборі для військовополонених загинув Павло Квасецький.
З боями пройшли фронтовими дорогами і повернулися додому Ярослав Лущак, Степан Квасниця, Ярослав Твердохліб, Володимир Герус (всі — інваліди), Павло Лущак, Василь Олійник, Михайло Гнип, Михайло Герус, Іван Гаврак, Володимир Квасецький, Тимофій Киркало, Клим Штурмак, Мирон Хала, Петро Маринівський, Петро Квасецький, Іллярій Третяк, Григорій Баран, Володимир Квас, Теодор Квасниця та інші.

### Українська Національна Самооборона
У другій половині 1943 року в Жуличах був створений самооборонний кущовий відділ Української Національної Самооборони. За активну участь в самооборонних акціях наприкінці зими 1944 року були заарештовані Лахман Юліан, Грицай Григорій, Радзіховський Григорій, Гунька Микола, Гнип Мирон, Півторак Петро, Хала Сафат, Кожух Григорій, Вовк Лука, Кваснипя Семен, Квасниця Степан, Гнип Климко, Гнип Дмитро, Хала Володимир, Кожух Йосиф, Веселович Григорій, Минисора Василь, Лахман Зеновій, Кожух Володимир і Радзіховський Лука. Після слідства вони потрапили до Янівського концтабору, де перебували близько 4-х місяців. У концтаборі загинули Лахман Юліан, Грицай Григорій, Півторак Петро. Більшості в'язнів вдалося повернутися додому і вони включилися у боротьбу з більшовиками.

### Боротьба з більшовицькими наїзниками
21 листопада 1944 року — на свято Михайла — на більшовицьку засідку потрапив у Жуличах станичний села Володимир Федчишин, коли намагався провідати свою сім'ю. Він відмовився від пропозиції скласти зброю і загинув у перестрілці з оперативною групою НКВС. У боротьбі з ворогом полягли у різний час Ярослав Сагатий, Михайло Приведа, Герасим Ковалковський, брати Степан і Володимир Процишини. Останній з них — Володимир Процишин, або ж «Левко» — на початку 1950-х років належав до боївки керівника Золочівського районного проводу ОУН Дмитра Ходая («Антона»). Володимир Процишин поліг у бою 6 травня 1952 року.
На землях Лемківщини в лавах УПА воював уродженець Жулич Михайло Цюпка — «Чайка» (у 13-му томі літопису УПА помилково розшифровано його ім'я як «Чупка»). Влітку 1947 року, коли вояки з сотні Бродича почали пробиватися у Західну Європу, він був захоплений у полон чехословацькими спецслужбами біля міста Банська Бистриця (Словаччина).
Серед жулицьких ровесників зростав і утверджувався як український патріот Юліан Кедринський, батько якого у 1933—1944 роках завідував у Жуличах церковною парохією, а мати Неоніла працювала вчителькою в місцевій школі. Згідно з рішенням Української Головної Визвольної Ради від 5 липня 1951 року хорунжий СБ «Жмурко» (Юліан Кедринський) відзначений срібним хрестом Заслуги УПА (посмертно).
Однією з найрезонансніших акцій українських повстанців у Жуличах стало вбивство старшого лейтенанта НКВС Коновалова (16 квітня 1947 року). У перші повоєнні роки Коновалов керував у Жуличах підсобним господарством, організованим для потреб Золочівської в'язниці. Під охороною 10-15 солдатів тут працювали в'язні, засуджені на короткий строк за неполітичні справи. Офіцер-енкаведист жорстоко ставився до робітників-в'язнів — встановлював норми, яких не можна було виконати, часто бив засуджених під час роботи. Водночас він намагався виявляти зв'язки місцевих мешканців із збройним підпіллям і влаштовував засідки.
У Жуличах загинули дільничні міліціонери Шуманов і Сокирка, пропав безвісти уповноважений райкому КП(б)У з хлібозаготівлі Синельников. Для боротьби з підпіллям був створений загін «стрибків» — членів так званих винищувальних батальйонів. Однак жулицькі «стрибки» не проявляли особливої активності. Їх звинуватили у зв'язках з УПА і засудили на 25 років каторги. Це Степан Пердута, Йосиф Дуда, Антін Боднар, Юзик Баран, Богдан Гирча.
З кожними роком зростали втрати і в рядах безпосередніх учасників збройного підпілля. На першому етапі боротьби жертвами енкаведистських облав стали Сафат Хала, Володимир Хала, Дмитро Гунька, Іван Колодій, Лука Радзіховський. Після слідства їх було засуджено і вивезено до виправно-трудових таборів (Воркута, Іркутськ, Караганда). Дмитро Гунька і Лука Радзіховський померли на каторзі. Колодій залишився жити у Красноярську.
У 1946—1947 роках були проведені нові арешти жуличан, яких засудили за зв'язки з ОУН — УПА. Серед них — Михайло Гирча, Ганна Підлиська, Параскевія Кравчук, Ганна Грабовська, Катерина Петляр, Ганна Гнип, Ганна Степанівна Гнип, Іванна Підлиська, Михайлина Гнип, Іван Гавришків, Софія Підлиська. Вирок — 5-10 років у концтаборах Воркути.
У той час Стефа Лахман працювала вчителькою. Вона вистрелила у портрет Сталіна і її засудили на 15 років. Строк відбувала на Колимі.
Третій етап репресій був проведений у 1949-1950 роках. Одних жуличан заарештовували у селі, а інших, арештовували навіть в армії або далеко від дому. У цей період були засуджені на 25 років Михайло Мазурик, Михайло Баран, Йосиф Баран, Марія Грабовська, Зеновій Лахман, Дмитро Кравчук, Богдан Сагатий, Мар'ян Гунька, Віра Цюпка, Микола Підлиський, Роман Вовк, Кривоніс, Михайло Грабовський, Володимир Підлиський, Василь Підлиський.

### Операція «Захід»
22 жовтня 1947 під час операції «Захід», що одночасно проводилася по всій Західній Україні, із Жулич вивезено на Сибір 15 сімей учасників збройного підпілля і вояків УПА. Це — Федчишин Віра (6 осіб), Гнип Софія (1), Хала Стефа (2), Підлиський Панько (3), Гавришків Микола (2), Кравчук Іван (2), Гавришків Михайло (2), Грабовський Клим (5), Підлиський Василь (2), Олійник Марія (1), Приведа Катерина (1), Гунька Анна (1), Варлам Михайло (4), Гнип Юстин (4), Радзіховська Софія (5). Загалом — 41 особа, переважно батьки, дружини і діти полеглих і живих учасників збройної боротьби.

### Радянсько-польські провокації
У ніч з 19 на 20 січня 1944 року радянсько-польська боївка під маскою Служби Безпеки ОУН захопила в Жуличах і жорстоко замордувала за селом трьох українських патріотів — зв'язкового ОУН Юліана Гнипа, службовця української поліції Василя Підлиського і помічника управителя жулицького фільварку (лігеншафту) Богдана Чайковського. Понівечені до невпізнання тіла місцеві мешканці виявили наступного ранку біля гори Високої.
19 квітня 1944 року польська боївка підстерегла станичного та зв'язкового, що повертались з Жулич до Черемошні. Станичного розстріляли на місці, а зв'язкового допитували в хаті одного поляка в Черемошні, а відтак також вбили. Тіла полеглих завезли під Жуличі та спалили на скирті соломи, щоб звинуватити у злочині жуличан.

### Дивізія «Галичина»
З переконанням, що Українську державу можна здобути лише з потужною військовою силою, до дивізії «Галичина» зголосилися жуличани Володимир Підлиський, Микола Квасецький, Володислав Квас. Після війни вони опинилися в англійському таборі для військовополонених поблизу італійського міста Ріміні (1945—1947). В табірних документах вони згадуються як стрільці 1-ї Української дивізії Української Національної Армії. Відвідати рідне село вже після проголошення незалежності України пощастило лише Володимиру Підлиському.
У поминальному списку дивізії «Галичина» згадується стрілець Іван Сарко (мабуть, Сюрко), 1918 року народження, уродженець Жулич (в тексті помилково — Зулич), який служив у 31-у полку дивізії і загинув у квітні 1945 року у місті Фельдбах (Австрія).

## Колгоспне життя
Перший колгосп, названий на честь радянського державного і політичного діяча Сергія Кірова, був створений у Жуличах 1940 року. Першими подали заяви члени сільської ради, бо їм погрожували виселенням. Записалися до колгоспу Клімко Гнип, Василь Радзіховський, Лука Гнип, Стефан Сютрик, Іван Вовк, Іллярій Квас. Потім подали заяви бідняки, бо не мали з чого жити. На той час колгосп об'єднував 45 сімей. Головою було обрано Василя Радзіховського.
Відновити колгосп у Жуличах радянські органи намагалися вже в перші повоєнні роки, але тривалий час ці зусилля не давали результатів. У документах Золочівської округи ОУН зафіксовано, як в серпні 1947 року Жуличі оточили війська, представники районних господарських органів та МДБ влаштували мітинг із закликом вступати до колгоспу — «основу квітучого життя в Радянському Союзі». На запрошення представників-організаторів слово взяла місцева жінка, яка сказала: «Були б ми вступили в колгосп, якщо б ви не показали нам життя в ньому, а саме не присилали до нас ціле літо голодуючих власне з цих колгоспів. Ці йдуть до нас жебрати, а куди ж ми підемо?» Організатори мітингу не відважилися відповісти жінці і оголосили мітинг закритим.
Голодували колгоспники зі Східної України, що здебільшого за кусень хліба і миску супу наймалися на роботу в жулицькому підсобному господарстві Золочівської тюрми.
Колгосп у Жуличах вдалося відновити у 1949 році. Спочатку його назвали на честь «70-річчя Сталіна», а потім перейменували на «Зорю». Головою колгоспу обрали фронтовика Павла Лущака, а членами правління стали Павло Гнип, Пилип Варшона, Микола Грабовський. Головою сільської ради став Прокіп Баран, а пізніше — Лука Гнип.
У 1958 році на базі колгоспів сіл Жуличі, Почапи та Гончарівка був створений новий укрупнений колгосп, який названо на честь Івана Франка. Очолив колективне господарство комуніст із Харківщини Павло Чухліб. Загальна площа колгоспних земель становила 2340 га. Центром колгоспу стало село Почали. Чухліб був непоганим господарем, за його керівництва колгосп добре розвивався. Того ж 1958 року він був учасником Виставки досягнень народного господарства у Москві.
За сумлінну працю чимало колгоспників були відзначені державними нагородами, у тому числі ланкова Марія Квасниця (орден Трудового червоного прапора), пасічник Михайло Гнип (орден «Знак пошани»), доярка Стефанія Підлиська (орден «Знак пошани»), трактористка Софія Яворівська (орден Жовтневої революції).
У 1978 році колгосп імені Івана Франка розділили. Села Жуличі і Почапи приєднали до колективного господарства «Серп і Молот» з центральною садибою у селі Білому Камені. До колгоспу увійшло вісім сіл (Почапи, Жуличі, Білий Камінь, Бужок, Черемошня, Розваж, Підлисся, Гавареччина). Очолювала господарство Герой Соціалістичної праці Зінаїда Ложовська. Вона багато зробила для розвитку Жулич — було проведено газифікацію села, заасфальтовано головну дорогу, зроблено вуличне освітлення.
У січні 1992 року мешканці сіл Жуличі та Почапи вирішили відокремитись від великого господарства «Серп і Молот». Новоутворену селянську спілку «Воля» очолив Володимир Почапський, виходець із села Почапи, ветеринарний лікар за фахом.

## Жулицька церква і конфесійні зміни
Найдавнішою згадкою про релігійне життя жуличан можна опосередковано вважати 1488 рік, коли на західній околиці села існував давньоруський Лагодицький монастир. Але вже у XVI столітті, як записано у старовинному церковному пом'янику, під час одного з татарських нападів дружина священика з Жулич втікала з дітьми до лісу, щоб там заховатися, але татари їх наздогнали та стратили.
Згадка про цю подію датується 1578 роком, вочевидь, вже у XVI столітті Жуличі не лише мали власну церкву, але й були центром парафії.
Наступна згадка про жулицьку церкву пов'язана із 1648 роком, коли зрадливі спільники Богдана Хмельницького під час національно-визвольної війни спустошили не лише багато галицьких сіл, але й разом із ними знищили чимало храмів. Була спалена церква і в Жуличах. Про це доповідав на судовому засіданні помічник сільського старости з Жулич Яцько Бобичів.
Після захоплення Олеського повіту Польським королівством у 1432 році і його відокремлення від Волині, у церковному плані він й надалі належав до Луцької дієцезії. Так тривало аж до другої половини XVII століття, коли почало загострюватися протистояння між православними й греко-католиками. До складу Львівської єпархії на короткий час увійшли більшість парафій Збаразького, Олеського деканатів Луцької єпархії, але луцькі владики спромоглися відновити свою юрисдикцію. Але вже 1701 року, коли митрополит Йосиф Шумлянський оголосив про перехід монастирів і парафій Львівської єпархії у послух Римській церкві, згадується Білокам'янецьке благочиння як складова Львівської єпархії. Саме до неї належала церква Святителя Миколая у селі Жуличі.
Факт переходу цілої Львівської єпархії у підпорядкування Папі Римському може створити враження про добровільність такого кроку, але це далеко не так. В «Истории Малороссии» Миколи Маркевича опис переведення православних до греко-католицизму супроводжується згадкою, що з Жулич, як і сусідніх сіл Бог, Черешинна, Почипина, Бельзець та Кварова, були вигнані священики, які не погодилися на об'єднання католицької церкви з православними церквами за умови визнання останніми верховенства глави Римської католицької церкви.
Щось подібне повторилося за два з половиною століття — у 1945—1946 роках, коли вже радянська влада, декларуючи відокремлення держави від церкви, насильно ліквідувала Греко-католицьку церкву. Знову ж у дію пішли провокації та грубі методи, притаманні комуністичній владі. Священник о. Володимир Лиско, який у той час опікувався жулицькою парафією і одночасно був деканом Золочівським, категорично відмовився від переходу до православ'я після так званого Львівського собору 1946 року і був заарештований, а згодом ув'язнений та засланий до Сибіру.
Третя конфесійна зміна Жулицької церкви відбулася вже на початку 1990-х років, коли частина жуличан вирішила відродити греко-католицьку громаду. Протистояння між православними та греко-католиками не виявилося затяжним і було досягнуто згоди про почергове проведення богослужінь в єдиному сільському храмі, що 2000 року відзначив свій 100-літній ювілей.

## Духовні отці— релігійно-моральні і громадські авторитети
Отець Семен Шашкевич (1759—1828) — дідусь Маркіяна Шашкевича, який з 1783 року був парохом сусіднього села Городилова, а у 1801—1806 роках — парохом Городилова і Жулич. В отця Семена і його дружини Маріянни (дочки попереднього пароха Городилова Теодора Маркевича) народилося загалом 11 дітей, старшим з яких був Семен(нар. 1785) — батько Маркіяна Шашкевича.
На початку XIX століття городилівська парафія стає дочірньою, а парафіяльним осідком стають Жуличі. До жулицької парафії належали також Єлиховичі.
Священник Михаїл Захаріясевич (1818—1871) очолював жулицьку парафію, що мала на той час статус капеланії, з 1849 до лютого 1871 року. Перший рік у Жуличах він був адміністратором, а в наступні роки — капеланом. Священник Михаїл Захаріясевич відновив записи в метричних книгах українською мовою. Належав до членів товариства Галицько-Руська Матиця, яке ставило собі за мету поширювати освіту серед українського населення, підтримував доброчинними внесками будівництво Преображенської церкви та Народного дому у Львові. За отця Захаріясевича у 1867 році була збудована одна з найдавніших сільських кам'яних церков на Золочівщині — церква Воздвиження Чесного Животворного Хреста в Городилові. Михаїл Захаріясевич похований на жулицькому цвинтарі.
Отець Николай Пачовський (1839—1891) стає капеланом у Жуличах з 1872 року. Він народився в селі Бродки в родині о. Іоана Пачовського та Кароліни з роду Кучинських. Завдяки отцю Николаю у Жуличах було організоване у 1872 році одне з перших у Галичині Товариство тверезості, а 7 листопада 1874 року встановлений один з перших пам'ятників Тверезості. Як згадував поет Василь Пачовський, батько Николай став ініціатором випуску церковних облігацій, завдяки яким було викуплено у місцевих лихварів-корчмарів селянське майно, що потрапило до їхніх рук через зловживання людьми оковитою. Село оживилося і потягнулося до нового життя. 1873 року — жуличани встановлюють пам'ятник на честь 25-річчя знесення панщини (частково зберігся до нинішніх днів); 1875 року — добиваються від Крайової шкільної ради позики у розмірі 400 злотих на розвиток сільської школи; 1888 року — організовують один з перших на Золочівщині осередків товариства «Просвіта».
Щира турбота про своїх парафіян не сподобалася не лише жулицьким корчмарям, але й представникам Золочівського староства. Вони підбурили деяких відсталих селян звинуватити отця Николая у розтраті церковних облігацій. Розпочався тривалий судовий процес, на якому священник, не довіряючи адвокатам, захищався сам. Николай Пачовський виграв суд, але підірвав своє здоров'я і передчасно закінчив свій земний шлях. Похований у Жуличах. Згідно з метричними книгами Николай (Миколай) Пачовський відійшов у вічність 3 січня 1891 року, на могилі ж дата смерті зазначена 24 грудня 1890 року.
Видатний громадсько-політичний діяч Галичини Теодор Ваньо, який заснував і очолював Товариство імені Маркіяна Шашкевича у Золочеві,    вважав о. Миколая Пачовського ревнивим послідовником будителя Галичини, одним із «заслужених людей Золочівщини»
У 1892 році парохом Жулич став Юстин Гаврисевич, який народився 24 травня 1863 року у Білому Камені в родині о. Стефана і Юлії Гаврисевичів. За його безпосередньої участі у 1900 році було збудоване сучасне приміщення церкви святого Миколая, а у 1903 році відновлена діяльність жулицького осередку товариства «Просвіта», що було припинило свою діяльність після смерті о. Николая Пачовського. Отець Юстин Гаврисевич став першим головою відновленої організації товариства «Просвіта».
Отець Володимир Лешньовський (1870—1932) очолював парафію у Жуличах з 1907 до 1932 року. Упродовж 12 років (1907—1919) був головою організації товариства «Просвіта», організував будівництво Народного дому у Жуличах. На святкування 25-річчя жулицького товариства «Просвіта» у 1928 році на запрошення В. Лешньовського до Жулич прибули о. Лиско із Сасова, о. Тарнавський з Ушні, о. Краснопера з Почапів, о. Блозовський із Золочева та інші.
Отець Василь Кедринський служив парохом у Жуличах протягом 1933—1944 роках. Організатор і активний учасник багатьох релігійних і патріотичних акцій — духовних місій отців Василіян, свята просфори («вечері любові»), святкувань на честь Тараса Шевченка і Маркіяна Шашкевича, відбудови Жулицького Народного дому після підпалу у 1937 році. Василь Кедринських — автор хроніки про Жулицьку читальню товариства «Просвіта», а також низки газетних публікацій з церковної історії Галичини. Він досліджував, зокрема, діяльність чернечого згромадження сестер Служебниць, з якими пов'язано зародження і розвиток українського дошкільного виховання на Західній Україні.
Як голова "Надзірної Ради" організував в селі роботи з будівництва нового мурованого Народного дому з покриттям бляхою, в якому розмістився також кооператив, який раніше був у старому дерев‘яному непристосованому приміщенні. Водночас організував сільську молочарню, до якої люди доставляли молоко ранішнього видою отримуючи за це оплату в залежності від жирності молока. Це спонукало селян закуповувати велику рогату худобу більшої продуктивності. В період душпастирства о. Кедринського сільська школа розміщувалася в старому будинку. На засіданні "Надзірної Ради" громада вирішили будувати нову муровану школу. Керував будовою школи о. Кедринський. Будівництво тривало два роки. Священник також зауважив поганий стан старої дерев‘яної дзвіниці і тому організував будівництво нової мурованої. У 1938 році організувава прощу до Гошева парафіян Золочівського, Зборівського і Поморянського деканатів.
Отець Володимир Лиско відправляв Службу Божу в Жуличах з літа 1944 року до жовтня 1948 року. У 1920—1930-х років він завідував парафією у сусідньому Сасові, але в липні 1944 року, коли під час проходження фронту, були знищені і церква, і парафіальні будівлі, о. Володимир Лиско оселився з сім'єю у Жуличах, де церква і плебанія не постраждали. Як декан Золочівський, він відповідав і за жулицьку парафію. З Жулич було зручно доїжджати до своїх парафіян у Сасові, а останнім приходити на богослужіння до свого шанованого отця у Жуличах. Отець Володимир Лиско категорично відмовився від переходу на православ'я і це стало головною причиною його двох арештів, а згодом — засудження і відправлення у табори Мордовії.
Зразки самовідданого служіння Богу і українському народу подали і деякі вихідці з Жулич, зокрема священики Іван Пачовський і Володимир Квасниця.
Іван Пачовський (1876—1966) народився в Жуличах в родині отця Николая і Марії Пачовських, старший брат Василя Пачовського. Навчався в Жулицькій народній школі і Золочівській гімназії. За прикладом батька Миколи і діда Івана став ревним служителем церкви і свого народу. Він утримував цілу бурсу (гуртожиток) для селянських дітей у Тернополі — доставляв харчі, найняв куховарку і забезпечував дітей одягом. Коли Василь Пачовський відвідав брата Івана під час літніх канікул, то побачив, як той в окремій хаті влаштував школу і сам готував учнів до вступу в гімназію.
Отець Іван служив у різних селах Поділля, але найдовше у селі Калагарівка (нині Гусятинський район, Тернопільська область). Саме там з ним трапилася історія, про яку оповідали різні пресові органи. Так, американська газета «Свобода» від 6 вересня 1935 року писала, що «засуджено о. Івана Пачовського, українсько-католицького пароха Калагарівки, на гривну 10 зл. і покриття коштів судового поступування за те, що в час науки релігії польською монахинею ввійшов до її кляси і зажадав переведення учениці Дарії Трінкель на науку релігії в її обряді, тобто в українськім. Польська черниця зробила донос до поліції, начебто о. Пачовський поводився „непристойно“, а поліція обвинуватила його перед судом».
Володимир Квасниця відважився стати священиком у часи розгулу комуністичного атеїзму. Під час навчання в духовній семінарії був звинувачений у націоналізмі і висланий до Сибіру. Однак це не змусило його відректися від служіння рідному народу і Христовій церкві. У 1966 році на засланні у Читі Володимир Квасниця був висвячений репресованим архієпископом Веніаміном Новицьким. А після повернення із заслання в Україну того ж року став парафіяльним священником у селі Оглядів (Радехівський район, Львівська область), а згодом — у селі Мавковичі (Городоцький район). Пам'ять про Володимира Квасницю бережуть не лише вдячні земляки і колишні парафіяни, але й майстерно написані ним ікони. Одна з них — копія древньої Вишгородської ікони Божої Матері — поміщена у спеціальній ніші над центральною аркою біля Свято-Введенського храму села Мшана на Городоччині, де від 1995 року парафіяльним священиком є о. Олег Квасниця — син протоієрея о. Володимира. Похований Володимир Квасниця на цвинтарі у Жуличах.
У 1960—1980-х роках жулицька церква вважалася недіючою, однак уповноважені з району, виконуючи рішення про закриття храму, ніяк не могли знайти ключа від масивного врізного замка. Всі пошуки міліції серед жуличан не дали бажаних результатів і тоді приладнали до дверей залізну штабу і поклали навісний комірний замок. Але вже найближчої ночі замок зник з дверей і недільного ранку жуличани знов прийшли до своєї церкви на Богослужіння, яким керував дяк Ярослав Цюпка. Не мали наслідки численні виклики Ярослава Цюпки до відділення КДБ, міліції і райвиконкому з погрозами про кримінальну відповідальність. Ярослав Цюпка і односельці продовжували регулярно молитися в своєму храмі, турбувалися про його належний стан і таким чином зберегли його від принизливої долі колгоспного складу.
Коли ж у селах Золочівського району ще тривало закриття церков, то часто саме до Жулич звозили образи, хоругви та інші церковні речі. Одного разу привезли навіть вівтар. Жуличани приймали це без нарікань, вважаючи своїм обов'язком зберігати церковні реліквії… І вони згодом здебільшого повернулися до своїх законних місць.

## Освіта
Жулицька школа з руською (українською) мовою навчання була заснована 1865 року. Згідно з даними шкільної ради колишнього Золочівського шкільного округу, у 1885 році її відвідувало 132 учні із 212 сільських дітей, зобов'язаних до навчання. При школі діяла садівнича шкілка.
За своїм статусом Жулицька школа належала до «однокласних». Сучасних школярів і дорослих цей термін мимоволі вводить в оману, бо складається враження, начебто діти навчалися лише один рік. Насправді, навчання в австрійських народних школах вже наприкінці XIX століття було 6-річним, а поділ шкіл на 1-класові, 2-класові, 3-класові тощо залежав від кількості учнів і учителів.
У 1913 році однокласна школа була реорганізована у двокласну. Першими вчителями були Заруцький, Баранська, потім Кучерічко.
У 1937—1938 роках на кошти, зібрані жителями села, було збудовано сучасне приміщення школи. Цеглу брали із місцевої цегельні, головних майстрів запросили із Золочева, а місцеві майстри працювали безоплатно. На першому поверсі школи навчалися учні, а на другому містилися житлові кімнати вчителів.
У повоєнний час директорами школи були Федаш Ф., Кальмук Р. І., Кукла М. О., Залеський С. Т., Залеська Є. С., Пелех М. М., Цюпка Г. С. (працює зараз). Вчителями стали випускники школи: Лахман С., Основа І., Хала О. М., Ляховська М., Юркевич М. М., Хала В. С, Мазурик Л. В., Пупко Г. В., Грицай Н. Г., Лилик Г. М., Квасниця З. І., Іванишин Н. В., Лучків Д. В., Купреєв А. В., Черниш Х. М., Захарчук Л. Є., Гавришків О. В.,Квасниця П. М., Цюпка Н. І.. Двоє випускників школи працюють у Львівському національному університеті імені Івана Франка — кандидат хімічних наук, доцент, викладач кафедри «Безпека життєдіяльності» Петришин Роман Степанович та кандидат історичних наук, завідувач науково-бібліографічним відділом Наукової бібліотеки ЛНУ імені Івана Франка Купин Леся Ярославівна.

## Пам'ятки природи
Жулицька гора, гора Сторожиха, гора Висока належать до низькогірного пасма Вороняків і простягаються одна за одною на півночі від села із заходу на схід уздовж річки Західний Буг.
Найвищою серед них є розлога Жулицька гора, яку місцеві мешканці називають Широкою. На картах Генерального штабу СРСР, австрійській мапі 1880 року і в «географічному словнику Королівства Польського» вказано, що висота Жулицької гори складає 369 метрів. На польських військових мапах міжвоєнного періоду, як і у німецьких топографічних матеріалах, вказана нижча висота гори — 366 метрів.
Дещо менший різнобій з параметрами гори Високої, що має таку назву через свою конусоподібну форму, а не за розмір вершини. На радянських військових мапах вона має висоту 360,1 метри, на польських — 361 метр. Вона нижча не лише за Жулицьку гору, але й за гору Сторожиху, хоча її значно рідше позначали топографи. На польській мапі 1934 року гора Сторожиха має 365 метрів висоти.
У 1984 році Жулицька гора, гора Сторожиха, гора Висока отримали статус комплексної пам'ятки природи місцевого значення, а з 2009 року вони стали заповідними об'єктами Національного природного парку «Північне Поділля». Парк охоплює територію південної частини, центральну, частину західної, східну та північно-східну частину Золочівського району та східну частину Буського району.
На цій території сформувалися унікальні осередки рослинних видів, а також букові лісостани, що ростуть на північно-східній межі ареалу та становлять особливу цінність у загальноєвропейському масштабі.
Жулицька гора, гора Сторожиха, гора Висока — місце зростання рідкісних рослин: сон великий, білоцвіт весняний, відкасник татарниколистий, зозулині черевички, любка дволиста, купина запашна, анемона гайова, підсніжник звичайний, вовчі ягоди пахучі.
Річка Белзець. У XV столітті згадується як fluvio Belzecz — річка Белзеч. Згодом, під впливом польського називництва, назва трансформувалася у Belzec — Белзець.
У розмежувальному акті між Жуличами і Лагодичами від 1488 року річка Белзець локалізується на південно-західній межі жулицьких угідь, де стикалися межі землеволодіння Жулич, Лагодич і Хильчич (Хильчиць) — нині — межа між Жуличами і Почапами. Як свідчить карта фон Міга (1779—1782), саме тут, на східній стороні від повороту теперішнього гостинця Почапи-Білий Камінь, в одне русло сходилися головні жулицькі потоки і головна течія потоку Золочівка після її виходу з Почапського ставу.
На межі XIX—XX століть, коли побачив світ «Словник географічний Королівства польського та інших країн слов'янських», річка Белзець, за давньою традицією, згадувалася в окремій статті як головна в регіоні водна артерія регіону — притока Бугу. Щоправда, автор дещо понизив її статус, називаючи Белзець «потоком».
«Белзець, — читаємо, — потік, постає в обшарах гміни Жуличі в повіті Золочівськім в Галичині з кількох струмків, які відпроваджують води із жулицьких болотищ, а сходяться на межі тієї гміни з Почапами, утворюючи потік Белзець, який, наповнений з лівого берега водами потоку Золочівки, плине на захід через луки почапські, пропливає став Белзецький і село Белзець, забирає зайві потоки з сусідніх лук і плине в напрямку північно-західнім; забравши з лівого боку ще один значний доплив Скваржавку в обшарах гміни Острівчика Польного, впадає в західній стороні гміни Пітриче до Бугу, з лівого берега, після 15 км бігу».
Лапаївка — один з головних жулицьких потоків, ще бере початок у східній частині Жулич з невеликої заводі, яка в давнину називалася «лапавкою». У ній водилася риба і її ловили («лапали») руками. Нині Лапаївка згадується у друкованих працях як одна з приток річки Золочівки.
Гнилець — потік бере початок на західній околиці села за Дубиною в урочищі «Біля кринички». Тече через колишній Лагодицький, а теперішній Почапський ліс і впадає до Белзця-Золочівки. У 1488 році назва зафіксована як Гнилеч, що вказує на особливість його русла, захаращеного прілим листям і гнилими гілками, яке й нині пролягає лісовою заболоченою місциною.

## Пам'ятні історичні місця
Гора Сторожиха (Страж-гора) — у давнину — південний сторожовий пункт літописного міста Пліснеська, а згодом — княжого Олеська. Біля гори Сторожихи проходила давня дорога, що відгалужувалася біля Золочева від сумнозвісного Чорного шляху (основної дороги набігу кочівників на Галичину), а далі вела до Олеська і в глиб Волині. На Сторожисі часто валував чорний дим, попереджаючи населення про наближення турецько-татарських орд. А коли вони поверталися з Волині з ясиром, то біля Сторожихи на них чатували місцеві озброєні селяни і військові загони, які нападали на татар і визволяли бранців з неволі. Місце жорстоких сутичок, де перестрівали-«переймали» ворогів, нині називається «Перейма».
Біля дубів — місце зростання патріархів жулицьких лісів. Народні перекази пов'язують багатолітні за віком дуби з іменами Богдана Хмельницького і Максима Кривоноса, які начебто відпочивали під ними під час козацьких походів на Львів. Прадавні дубові насадження дали початок назвам жулицьким присілкам Діброва і Дубина, а також урочищам Дубиська та Рідкодуби.
Жулицька «Троя» — місце на горі Жулицькій (Широкій), де ще наприкінці XIX століття виднілися кам'яні залишки старожитньої споруди «невідомого часу і призначення» — саме так згадували про неї у багатотомному виданні географічному словника Королівства Польського.
Місцеві краєзнавці висувають гіпотези, що це могли бути сторожова кам'яна вежа пізнього середньовіччя, залишки яких збереглися на Гологірському хребті біля теперішнього села Гологори. Такі споруди зводилися у межах видимості одна від одної, а Жулицька гора — саме на такій відстані на півдорозі між Гологорами та Олеськом — двома найукріпленішими замками цього краю у XV столітті. Краєзнавці також припускають, що тут міг розташовуватися невеликий мурований замок. Жулицька гора досі зберігає сліди жорстоких битв першої і другої світових воєн, прориву з Бродівського оточення дивізії «Галичина», а також пам'ятки збройного руху опору вояків УПА.
Городище — місцина біля височини 334, що розміщена на стику жулицьких, сасівських та городилівських земель поблизу дороги на Ушню. Мешканці сусіднього з Жуличами Городилова вважають, що це давньоруське городище пов'язане із виникненням їхнього поселення. За іншою версією, там могло розміщуватися село Добреличе, що згадується 1532 року серед маєтків Золочівського ключа, проданих Станіславом Сененським яворівському старості Андрієві Гурці. Добриличе більше не документоване в історичних джерелах і могло бути знищене під час турецько-татарського нашестя.
Монастирський ліс (частина нинішніх Жулицького і Почапського лісів) — місце існування давньоруського монастиря. 1488 року монастир належав до невеликого сільця Лагодиче, яке з трьох сторін — сходу, півночі і заходу — оточували жулицькі землеволодіння. У минулому Лагодиче могло бути жулицьким присілком. Монастир, як і саме монастирське село, були знищені, вочевидь, у XVI столітті під час татарських набігів.
Хрест вільності — кам'яна фігура, споруджена 1873 року з нагоди 25-річчя звільнення селян від панщини у 1848 році. У радянські часи, щоб зберегти пам'ятник від знищення, його перевезли на цвинтар, а з проголошенням незалежності України повернули на попереднє місце в урочище «Цегольні».
Хрест тверезості — пам'ятник встановлений з ініціативи пароха отця Миколая Пачовського (батька поета Василя Пачовського), який у 1872 році організував у Жуличах — одне з перших на Золочівщині товариств тверезості. Був знищений радянськими активістами, відновлений у 1991 році.
Каплиця — культова споруда на західній частині села, що має назву «Діброва». Споруджена на початку XX століття римо-католицької парафією Жулич, дочірньої римо-католицької парафії у Білому Камені. На польській військовій мапі 1924 року позначена як католицький храм. На початку 1990-х років, після здобуття Україною незалежності, православні і греко-католики Жулич звели нову сучасну будівлю каплиці. Вона постала на тому ж місці з дотриманням попередньої західної орієнтації та з використанням елементів як візантійської, так і романської архітектурних традицій.
Пам'ятник жулицьким емігрантам — кам'яна фігура Божої Матері, встановлена Павлом Мартинишиним на межі жулицьких і сасівських земель з нагоди виїзду до Бразилії на початку XX століття.
Могила воякам УСС і УГА — насипана на честь Миколи Барана та його побратимів — загалом 18 жуличан, які загинули в лавах Українських Січових Стрільців і Української Галицької Армії. Могилу насипали і встановили пам'ятний хрест 1928 року жулицькі організації товариств «Просвіта» та «Луг».
Пам'ятник борцям за волю України — пам'ятна курган-могила, насипана 1992 року на честь земляків — підпільників ОУН і вояків УПА — з нагоди 50-ліття створення Української Повстанської Армії.

## Відомі люди

### Народилися
- Василь Пачовський (1878—1942) — поет-модерніст, драматург, історіософ, педагог, лицар української державності.
- Михайло Заремба (1987—2022) — український льотчик-інструктор І класу, майор 10 МАБр Збройних сил України, учасник російсько-української війни. Лицар ордена Богдана Хмельницького III ступеня (2022, посмертно).

## Книжкові видання про Жуличі
У 2013 році побачила світ збірка історико-краєзнавчих праць і літературно-художніх творів «Жуличі. Василь Пачовський», упорядником, головним редактором і співавтором якого став виходець з села Андрій Квасецький. Збірка складається з 4 частин, проілюстрованих кольоровими і чорно-білими світлинами. До першої частини збірника, що має назву «Історія Жулич», увійшли мала «Історія Жулич» багатолітньої учительки Жулицької школи Ольги Підлиської (2005), «Хроніка Жулицької читальні товариства „Просвіта“» колишнього жулицького пароха отця Василя Кедринського (1936), «Матеріали до історії Читальняного дому „Просвіти“» Ілярія Підлиського (1938) і дослідження «Народний дім у Жуличах на сторінках американської газети „Свобода“» Андрія Квасецького  (2013).
Друга частина збірки має назву «Страж-гора, або Сторожиха». Вона представлена історико-краєзнавчим нарисом Андрія Квасецького «Образки з історії Жулич», де у формі образків-замальовок подані різнопланові фрагменти давньої і новітньої історії села, з'ясовано особливості походження та побутування назви Жулич та місцевих урочищ.
Третя частина «Василь Пачовський» присвячена найвідомішому вихідцю села — поетові-модерністу, драматургу, історику, педагогу, редактору, сценаристу, перекладачу, а загалом — неординарній особистості і Лицарю української державності Василеві Пачовському. Особливості його життєвого і творчого шляху розкривають нарис Андрія Квасецького «Розсипані перли і розгублені звізди Василя Пачовського», добірка маловідомих творів письменника.
Четверта частина, що має назву «Лине пісня над Бугом», склали гагілки з Жулич і сусідніх поселень, які записали у XIX столітті Вацлав з Олеська, Маркіян Шашкевич, Кирило Трильовський, «Гладун» та інші. А під назвою «Ми зросли у чудовім краю» представлені поетичні твори уродженця Жулич Василя Хали — автора поетичних збірок «Сипле осінь золотом» (2011) і «Розбитими дорогами» (2012). Окремі з творів самобутнього лірика покладені на музику професійними і самодіяльними композиторами.
Збірка «Жуличі. Василь Пачовський», видана 2013 року, була присвячена 525-літтю першої письмової згадки про Жуличі і 135-літтю від дня народження Василя Пачовського. Але невдовзі співавтор і упорядник збірника Андрій Квасецький виявив, що назва села неодноразово фіксувалася і до 1488 року. Це стало спонукою до написання історико-краєзнавчого нарису «Давні згадки про Жуличі і сусідні поселення над річками Буг і Белзець», що побачив світ 2016 року. Праця стосується переважно періоду XV—XVI століть.